# Mieczysław Basiński
Mieczysław Basiński (ur. 9 stycznia 1933 w Podsieleczu w ZSRR) – polski działacz partyjny i państwowy, w latach 1978–1980 wicewojewoda opolski.

## Życiorys
Syn Adama i Stanisławy. Wstąpił do Polskiej Zjednoczonej Partii Robotniczej. Od 1973 do 1974 był sekretarzem Komitetu Miejskiego i Powiatowego PZPR w Opolu, następnie od 1974 do 1978 kierował Wydziałem Ekonomicznym w Komitecie Wojewódzkim PZPR w Opolu. W latach 1978–1980 pełnił funkcję wicewojewody opolskiego. W latach 1980–1982 należał do egzekutywy KW PZPR w Opolu i był w nim sekretarzem ds. ekonomicznych.